# Bad Liebenwerda
Bad Liebenwerda (sorbiska: Rukow) är en stad och kurort i det tyska länet Elbe-Elster i förbundslandet Brandenburg. Staden är i Tyskland känd för bland annat tillverkning av mineralvatten och juiceprodukter under märket Bad Liebenwerda, tillhörande Rhön-Sprudel-gruppen, som är ortens största arbetsgivare. Staden ingår sedan den 1 januari 2020 i Verbandsgemeinde Liebenwerda med städerna Falkenberg/Elster, Mühlberg/Elbe och Uebigau-Wahrenbrück.

## Stadsdelar
- Burxdorf
- Dobra
- Kosilenzien
- Kröbeln
- Langenrieth
- Lausitz
- Maasdorf
- Möglenz
- Neuburxdorf
- Oschätzchen
- Prieschka
- Thalberg
- Theisa
- Zeischa
- Zobersdorf

## Befolkning
- Befolkningsutvecklingen i de nuvarande gränserna (Blå linje: Befolkning—Prickade linjen: Jämförelse med utvecklingen av Brandenburg—Grå bakgrund: Nazisttiden—Röd bakgrund: Kommunisttiden)
- Aktuella befolkningsutveckling (blå linjen) och prognoser (prickade linjen).

| År   | Invånare |
| ---- | -------- |
| 1875 | 7 715    |
| 1890 | 8 058    |
| 1910 | 9 075    |
| 1925 | 9 943    |
| 1933 | 10 257   |
| 1939 | 11 012   |
| 1946 | 14 574   |
| 1950 | 14 459   |
| 1964 | 13 316   |
| 1971 | 13 548   |

| År   | Invånare |
| ---- | -------- |
| 1981 | 12 690   |
| 1985 | 12 445   |
| 1989 | 12 123   |
| 1990 | 11 937   |
| 1991 | 11 703   |
| 1992 | 11 677   |
| 1993 | 11 733   |
| 1994 | 11 638   |
| 1995 | 11 649   |
| 1996 | 11 574   |

| År   | Invånare |
| ---- | -------- |
| 1997 | 11 590   |
| 1998 | 11 593   |
| 1999 | 11 483   |
| 2000 | 11 326   |
| 2001 | 11 231   |
| 2002 | 11 068   |
| 2003 | 10 981   |
| 2004 | 10 866   |
| 2005 | 10 720   |
| 2006 | 10 573   |

| År   | Invånare |
| ---- | -------- |
| 2007 | 10 391   |
| 2008 | 10 236   |
| 2009 | 10 038   |
| 2010 | 9 973    |
| 2011 | 9 772    |
| 2012 | 9 634    |
| 2013 | 9 486    |
| 2014 | 9 411    |
| 2015 | 9 305    |
| 2016 | 9 283    |

| År   | Invånare |
| ---- | -------- |
| 2017 | 9 282    |
| 2018 | 9 188    |
| 2019 | 9 140    |